# Ismay van Wilgen
Ismay van Wilgen (28 november 1944 - 9 mei 1975) was een Surinaams sportster. Ze blonk uit in meerdere sporten en werd meermaals nationaal kampioen in basketbal en volleybal. Naar haar is de Ismay van Wilgen Sporthal genoemd.

## Biografie
Ismay van Wilgen was een nicht van de topbasketballer Hesdy van Wilgen. Ze groeide op in Frimangron in Paramaribo. Ze voetbalde op jonge leeftijd met jongens uit de buurt op de sportvelden aan het Mr. J.C. Bronsplein. Ze blonk uit in meerdere sporten: volleybal, basketbal, korfbal, atletiek en wielrennen. Tijdens wedstrijden van de Surinaamse Atletiek Bond in april 1962 werd ze eerste bij het verspringen en speerwerpen.
Haar schotzekerheid en snelheid in het basketbal viel op bij trainer Orlando Renfrum bij sportvereniging De Arend. Ze was meerdere jaren topscorer en werd met De Arend landskampioen basketbal in 1964, 1966, 1968 en 1973. In augustus 1965 speelde ze in de eerste nationale damesselectie drie wedstrijden tegen Trinidad en Tobago en een half jaar later ging ze met de selectie voor een return naar Trinidad. Dit was de eerste keer dat de damesselectie voor wedstrijden in het buitenland was. Daarna volgden meer internationale wedstrijden, zoals in september 1968 als gastspeler van de Yellow Birds op Aruba, waar ook het Amerikaanse team van Passadena College meespeelde. In mei 1971 won ze, opnieuw als gastspeler met de Yellow Birds, tijdens een internationaal basketbaltoernooi in Frans-Guyana.
Naast basketbal beoefende ze wekelijks korfbal en volleybal. Volleybal speelde ze met de club Antillianas. Vier jaar op rij werd ze met deze club landskampioen volleybal, van 1969 tot en met 1972. In 1969 werd ze uitgeroepen tot Sporter van het jaar. Het was voor de tweede keer dat de VSJS daarvoor een vrouw verkoos.
Op 8 mei 1975 onderging ze een operatie en na afloop klaagde ze over ernstige pijn. De volgende dag overleed ze rond het middaguur. Ismay van Wilgen is 30 jaar oud geworden.
De sportredactie van Radio Apintie schreef na haar dood een brief aan minister Coen Ooft van Binnenlandse Zaken met de oproep om de Sporthal naar haar te vernoemen. Na een schrijven van SOSIS aan premier Henck Arron kwam eind mei toestemming. De officiële heropening volgde enkele weken later als Ismay van Wilgen Sporthal.
In 2022 werd Ismay van Wilgen een maand opgenomen op de Iconenkalender van NAKS.